# Тадосян, Ваан Тевосович
Ваан Тевосович Тадосян (арм. Վահան Թևոսի Թադևոսյան) (14 апреля 1909, Гай — 14 апреля 1991, Ереван)  ― советский армянский врач, заслуженный врач Армянской ССР.

## Биография
Родился 14 апреля 1909 года в селе Хатунарх Неркин, Армавирская область[уточнить], Российская империя.
Учился в местной приходской школе, затем продолжил образование в 2-х классной школе имени Ерджана Конда, затем в городе Абовян. Тадосян окончил школу в 1929 году и год проработал учителем в школе села Армаш. Затем уехал на Северный Кавказ, чтобы поработать руководителем холерной школы в Армянской области. 
В 1939 году Ваан Тадосян окончил Ереванский медицинский институт и был направлен на работу в Ашхабад заведующим медицинским пунктом. В марте 1941 года назначен начальником медсанчасти Нахичевань-Араздаянского (Ерасхского) участка на стройке железнодорожного тоннеля.
В августе 1941 года, когда советские войска входили в Персию по линии Нахичевань-Джульфа, большое количество больных солдат было доставлено в Нахичеванский железнодорожный госпиталь, где работал Ваан Тадосян. Он начинает лечить солдат Красной Армии. Затем переехал в Ереван, где работал терапевтом в 1-й больнице. В 1943 году уехал в Москву, некоторое время служил в запасной воинской части, но вскоре был демобилизован по болезни.
Вернувшись на родину, преподавал в медицинском техникуме, затем работал в больницах Эчмиадзина и Кировакана. Также 25 лет проработал в профсоюзе медработников Армении. Награждён орденами и медалями [1].
Умер  14 апреля 1991 года в Ереване.